# Arizelocichla milanjensis
Arizelocichla milanjensis là một loài chim trong họ Pycnonotidae.